# 艾尔-法鲁克·阿米努
艾尔-法鲁克·阿米努（英語：Al-Farouq Aminu，1990年9月21日—），尼日利亚裔美国职业篮球运动员，效力于美国NBA联盟，司职小前锋。他在2010年的NBA选秀中第1轮第8顺位被洛杉矶快船选中。现效力于NBA球隊聖安東尼奧馬刺。